# Elma (Iowa)
Elma é uma cidade localizada no estado americano de Iowa, no Condado de Howard.

## Demografia
Segundo o censo americano de 2000, a sua população era de 598 habitantes.
Em 2006, foi estimada uma população de 572, um decréscimo de 26 (-4.3%).

## Geografia
De acordo com o United States Census Bureau tem uma área de
3,3 km², dos quais 3,3 km² cobertos por terra e 0,0 km² cobertos por água. Elma localiza-se a aproximadamente 363 m acima do nível do mar.

## Localidades na vizinhança
O diagrama seguinte representa as localidades num raio de 24 km ao redor de Elma.